# Lobamba
Lobamba är den traditionella och lagstiftande huvudstaden i Swaziland, säte för parlamentets och drottningmoderns residens. Det är beläget i den västra delen av landet, i Ezulwinidalen, 16 km från Mbabane, i distriktet Hhohho. Lobamba har ett invånarantal på 5 800.
Lobamba är känd för två ceremonier: Umhlanga, som firas i augusti och september för att hedra drottningmodern och Incwala, i december och januari för att hedra kungen. Dessa ceremonier inkluderar dans, sång och firande med traditionell klädsel.
Embo State Palace, Royal Kraal, Swazi National Museum, parlamentet i Swaziland och ett museum tillägnat Sobhuza II ligger i staden, medan Mlilwane Wildlife Sanctuary och Matsapha flygplats ligger i närheten.